# Герб Вараша
Герб Вараша — офіційний геральдичний символ міста Вараш Рівненської області, затверджений міською радою 29 січня 2001 р.
Автор герба — художник Максимчук Сергій Ігорович.

## Опис герба
У синьому полі три срібні градирні атомної електростанції, перед якими три зелені ялинки, над ними — срібний знак атома з електронами; щит увінчує срібна міська корона.
Ялинки, зелений та блакитний кольори вказують на знаходження Вараша в Поліському краї, градирні та символ атома підкреслюють роль атомної енергетики в історії міста.